# Glicole metilenico
Il glicole metilenico, in breve GM , con nome sistematico metandiolo, è un composto organico descritto con formula strutturale HO-CH2-OH oppure H2C(OH)2  oppure H(H2CO)OH. È il più semplice diolo geminale. Il metandiolo è considerato la forma idrata della formaldeide H2CO. A temperatura ambiente non si incontra in forma pura, ma come soluzioni acquose, dove coesiste con minime concentrazioni di formaldeide, in breve FA, e vari oligomeri e polimeri. Il composto è chimicamente ben caratterizzato ma come è tipico per i dioli geminali è chimicamente instabile e reattivo pur essendo termodinamicamente stabile a temperatura ≤ 300 K. Nell'acqua è stabilizzato dai legami idrogeno delle molecole d'acqua circostanti. A causa della sua intrinseca instabilità esso non può essere isolato come composto originario dalle sue soluzioni acquose. Anche per questo è equivocamente considerato dalla comunità scientifica come "soluzione di formaldeide" in acqua.
Il chiarimento sulla vera natura delle "soluzioni di formaldeide" in acqua e la netta distinzione tra glicole metilenico e formaldeide sono emersi quando tra il 2007 ed il 2010 per non sottostare alle restrizioni normative relative alla presenza di formaldeide nei cosmetici, per la stiratura dei capelli, alcuni produttori hanno dichiarato come ingrediente il glicole metilenico, con nome INCI: METHYLENE GLYCOL.
La difficoltà nell'isolare il composto oltre che la sovrapposizione analitica con la formaldeide ha determinato ambiguità anche nel definirne le caratteristiche chimico fisiche. La sua temperatura di ebollizione calcolata teoricamente è di 193.7±8.0 °C a 760 mmHg o 131,16 a seconda del metodo di calcolo, a fronte di 94÷100 °C rilevati sperimentalmente nella sua soluzione satura in acqua, senza metanolo.
Le soluzioni acquose di GM sono incolori e posseggono un pungente odore caratteristico. Sono commercializzate col nome "formalina" e convenzionalmente classificate come soluzioni di formaldeide in acqua; erroneamente, visto che la formaldeide in acqua non è propriamente una soluzione e che la solubilità della formaldeide in acqua è effettivamente minima. Il motivo di questo errore è che la formaldeide, fortemente elettrofila, a causa della bassa densità di elettroni sull'atomo di carbonio reagisce facilmente anche con nucleofili deboli e, in assenza di altri partner nucleofili, reagisce molto rapidamente con l'acqua formando GM che si dissolve molto meglio in acqua rispetto alla formaldeide.
La formalina, tecnicamente prodotta dall'ossidazione catalitica del metanolo, contiene tipicamente circa il 59% di glicole metilenico, prodottosi idratando circa il 37% (p/p) di formaldeide (gassosa). La differente percentuale dipende dal diverso peso molecolare dei 2 composti, 48 per il GM contro 30 per la FA.
La reazione di idratazione della formaldeide è molto rapida: l'emivita della formaldeide gassosa a contatto con l'acqua è di 70 millisecondi.
Qualsiasi rimozione di formaldeide da una soluzione acquosa di GM, ad esempio con il metodo analitico comune basato sull'intrappolamento con 2,4-dinitrofenilidrazina (2,4-DNPH) che ha un'alta affinità con la formaldeide e nessuna affinità con il GM, sposta immediatamente l'equilibrio forzando il rilascio di formaldeide dal glicole metilenico producendo una riduzione della concentrazione di quest'ultimo. La reazione di disidratazione del GM, con la conseguente cessione di formaldeide, è simultanea ma molto più lenta. Può essere accelerata, a temperature più alte e pH più bassi.

## Equilibrio
Il GM è un prodotto dell'idratazione della formaldeide e funge da serbatoio di formaldeide in acqua visto che la sua idratazione è reversibile in una varietà di condizioni. 
La costante di equilibrio per l'idratazione della formaldeide è stata calcolata in varie ricerche, da 1000 a 2400 a temperatura ambiente. L'ampia varianza nei risultati è attribuita alle difficoltà analitiche nel rilevare la concentrazione di FA in acqua, calcolata prima dell'anno 2000 soprattutto con il picco di assorbimento del gruppo carbonile nella banda UV. Tutte le ricerche più recenti e con misurazioni spettroscopiche NMR hanno riportato valori della costante di equilibrio Kh ≥ 2000 a 20 °C.
{\displaystyle {\ce {H2CO +H2O<=>[1:2000] H2C(OH)2}}}
L'equilibrio metandiolo/formaldeide è dinamico e dipende, in particolare, dalla temperatura, dalla densità della soluzione, dal pH e dalla presenza di altri soluti o solventi. 
| Equilibrio formaldeide/metandiolo in acqua in funzione della temperatura.                                                              | Equilibrio formaldeide/metandiolo in acqua in funzione della temperatura. | Equilibrio formaldeide/metandiolo in acqua in funzione della temperatura. | Equilibrio formaldeide/metandiolo in acqua in funzione della temperatura. | Equilibrio formaldeide/metandiolo in acqua in funzione della temperatura. | Equilibrio formaldeide/metandiolo in acqua in funzione della temperatura. |
| --- | ------------------------------------------------------------------------- | ------------------------------------------------------------------------- | ------------------------------------------------------------------------- | ------------------------------------------------------------------------- | ------------------------------------------------------------------------- |
| Temperatura (°C) | 20                                                                        | 30                                                                        | 40                                                                        | 50                                                                        | 60                                                                        |
| Formaldeide (%) | 0,06                                                                      | 0,1                                                                       | 0,14                                                                      | 0,21                                                                      | 0,3                                                                       |
| Metandiolo (%) | 99,94                                                                     | 99,9                                                                      | 99,86                                                                     | 99,79                                                                     | 99,7                                                                      |
| note: - Kh costante di equilibrio chimico calcolata come rapporto tra la velocità di idratazione e quella di disidratazione. 5 ≤ pH ≤7 |                                                                           |                                                                           |                                                                           |                                                                           |                                                                           |

## Polimerizzazione
Nelle soluzioni acquose, il glicole metilenico H(H2CO)OH, più lentamente, polimerizza formando oligomeri {\displaystyle {\ce {HO(H2CO)_{n<8}H}}} relativamente solubili e polimeri {\displaystyle {\ce {HO(H2CO)_{n>7}H}}} insolubili in acqua. 
per n≥2: {\displaystyle {\ce {H(H2CO)OH + H(H2CO)_{n-1}OH <<=> H(H2CO)_{n}OH + H_2O}}}
Considerando la reattività della FA più alta di quella della GM è probabile che la FA partecipi alle reazioni di oligomerizzazione del GM
per n≥1: {\displaystyle {\ce {H2CO +H(H2CO)_{n}OH <<=> H(H2CO)_{n + 1}OH}}}
La formazione di oligomeri e polimeri dipende dalla concentrazione di GM in acqua. Nelle soluzioni con basse concentrazioni non si formano polimeri.
L'oligomero prevalente è il glicole di-ossimetilenico: {\displaystyle {\ce {H(H2CO)_{2}OH}}} .
La costante di equilibrio nella dimerizzazione del GM è stata stimata pari a: 5÷7.
{\displaystyle {\ce {H(H2CO)OH + H(H2CO)OH <<=>[6:1] H(OCH2)2 OH + H2O}}}
In ambiente acido questi oligomeri lineari possono ciclizzare.
Le forme cicliche sarebbero stabilizzate da legami idrogeno intramolecolari senza richiedere la partecipazione delle molecole d'acqua circostanti.
Il triossano (H2CO)3 sarebbe frutto della ciclizzazione intramolecolare di un trimero lineare del glicole metilenico.
{\displaystyle {\ce {H(H2CO)_3OH <=>[H+] (H2CO)_3 + H2O}}}
Per inibire la polimerizzazione in acqua del GM, generalmente si utilizza metanolo e sali tampone.
Il sistema (formaldeide, glicole metilenico, oligomeri, acqua) è complesso e regolato da multipli equilibri tra i diversi composti e le diverse fasi. L'aggiunta del metanolo comporta la formazione di altri composti e altri equilibri.

## Analitica
È stato affermato che i metodi analitici ufficiali per la determinazione della formaldeide libera produrrebbero risultati artificialmente elevati, visto che durante l'analisi il GM viene convertito in FA, e quindi i valori misurati non riflettono gli effettivi livelli di formaldeide libera.
Nei sistemi acquosi, le normali tecniche dove la FA viene intrappolata con un reagente producendo composti rilevabili con spettrofotometria forniscono sostanzialmente valori di FA rilasciata dal GM.
I dati in letteratura sulla costante di equilibrio chimico dell'idratazione della formaldeide sono stati ottenuti dall'assorbimento UV speciﬁco del gruppo carbonile a circa 290 nm, polarografia a impulsi,  dati termochimici o dal rapporto delle costanti di velocità di idratazione e disidratazione che sono stati determinati con metodi indipendenti. Il tasso di disidratazione del GM è stato misurato da diversi gruppi mediante intrappolamento chimico della formaldeide, mediante derivati dell'idrazina, e misurando spettrofotometricamente i prodotti dell'idrazina.
Per misurare l'effettiva conversione percentuale di GM in FA, le esatte concentrazioni di GM, la FA "libera", così come i dimeri, trimeri e oligomeri a catena più lunga nelle soluzioni in acqua di GM si può utilizzare la spettroscopia  13C-NMR e 1H-NMR, così come viene standardizzata per la titolazione con formiato di sodio.
Questa tecnica analitica che non disturba l'equilibrio chimico, oltre a richiedere costi e tempi elevati, per l'analisi 13C-NMR sono necessarie alcune ore, produce nelle soluzioni ad alta concentrazione spettri relativamente confusi, pertanto per rilevare picchi relativamente chiari e distinti si utilizzano soluzioni diluite.
L'esistenza di formaldeide libera nella fase vapore in soluzione acquosa non è stata segnalata ma non può essere esclusa a causa delle limitazioni analitiche.

## Formalina
La formalina, generalmente descritta e denominata come una soluzione al 35/37% di formaldeide in acqua, a temperatura ambiente è in realtà un sistema complesso con più sostanze in equilibrio dove la formaldeide è a concentrazioni minime, inferiori allo 0,5%. Per ridurre la formazione di polimeri insolubili tipicamente si aggiunge al sistema formaldeide/acqua un 7/15% di metanolo. La formalina senza metanolo deve essere conservata a temperature >30 °C per inibire la polimerizzazione.
Non esiste una specifica definizione della composizione della formalina dove la presenza e concentrazione del metanolo è arbitraria. Diverse farmacopee (USP, PhEU, BP ecc.) hanno inserito la "soluzione di formaldeide" tra le monografie dei reagenti, con test di identificazione basati sul nitrato di argento e ammoniaca.
La formaldeide reagisce oltre che con l'acqua anche con il metanolo formando ulteriori sostanze di cui la principale è l'emiformale.
{\displaystyle {\ce {CH2O + CH3OH <=> CH3OCH2OH}}}
La presenza del metanolo riduce la polimerizzazione del GM in acqua ma introduce nuovi oligomeri metossilati.
{\displaystyle {\ce {CH2O + CH3O(CH2O)_{n}H <=> CH3O(CH2O)_{n + 1}H}}}
Per ridurre la polimerizzazione in acqua sono stati utilizzati anche altri alcoli a catena corta.
In funzione di specifici utilizzi, ad esempio come fissativo, la formalina può essere diluita e tamponata con sali tampone, es. idrogenofosfato di disodio + diidrogenofosfato di sodio. La formalina, oltre ad essere uno dei più importanti prodotti intermedi dell'industria chimica è ampiamente utilizzata: nell'industria della carta per migliorare la resistenza e la qualità della carta; in conceria, per la concia delle pelli; nell'industria tessile, per aumentare la resistenza dei prodotti a pieghe e restringimenti; nella produzione di resine e fertilizzanti, in agricoltura, per la lavorazione di semi e radici, disinfezione del suolo e degli allevamenti; in medicina e per l'imbalsamatura come disinfettante e per la conservazione di preparati anatomici o tessuti biologici.

### Composizione
L'effettiva composizione della tipica formalina non è facilmente definibile. Con concentrazioni di metanolo dal 7 al 15%, si stabiliscono multipli equilibri tra la FA e monomeri e oligomeri che si formano nella miscela acqua / metanolo. La presenza del metanolo inibisce la polimerizzazione in acqua ma favorisce la formazione di specie metossilate.
Questi multipli equilibri sono dinamici e la concentrazione di oligomeri rilevabile senza turbare l'equilibrio con spettrometria NMR varia con la temperatura, il pH e la concentrazione di GM. Il tasso di polimerizzazione sia in acqua che in metanolo cala diluendo la formalina.
I principali componenti sono glicole metilenico, acqua, metanolo, emiformale, glicole di-ossimetilenico, metossidiglicole, glicoli poli-ossimetilenici, poli-metossiglicole.
| Concentrazioni (mol/dm3) nella formalina diluita in acqua a diverse temperature | Concentrazioni (mol/dm3) nella formalina diluita in acqua a diverse temperature | Concentrazioni (mol/dm3) nella formalina diluita in acqua a diverse temperature | Concentrazioni (mol/dm3) nella formalina diluita in acqua a diverse temperature | Concentrazioni (mol/dm3) nella formalina diluita in acqua a diverse temperature | Concentrazioni (mol/dm3) nella formalina diluita in acqua a diverse temperature | Concentrazioni (mol/dm3) nella formalina diluita in acqua a diverse temperature | Concentrazioni (mol/dm3) nella formalina diluita in acqua a diverse temperature |
| ------------------------------------------------------------------------------- | ------------------------------------------------------------------------------- | ------------------------------------------------------------------------------- | ------------------------------------------------------------------------------- | ------------------------------------------------------------------------------- | ------------------------------------------------------------------------------- | ------------------------------------------------------------------------------- | ------------------------------------------------------------------------------- |
| diluizione formalina/acqua                                                      | diluizione formalina/acqua                                                      | 1:3                                                                             | 1:6                                                                             | 1:6                                                                             | 1:6                                                                             | 1:6                                                                             | 1:6                                                                             |
| Temperatura                                                                     | Temperatura                                                                     | 20 °C                                                                           | 283 K                                                                           | 293 K                                                                           | 303 K                                                                           | 313 K                                                                           | 323 K                                                                           |
| Acqua                                                                           | H2O                                                                             | 47,4                                                                            | 50,6                                                                            | 50,7                                                                            | 50,6                                                                            | 50,3                                                                            | 50,4                                                                            |
| Glicole metilenico                                                              | OH-CH2-OH                                                                       | 1,67                                                                            | 1,306                                                                           | 1,182                                                                           | 1,343                                                                           | 1,393                                                                           | 1,518                                                                           |
| Metanolo                                                                        | CH3OH                                                                           | 0,356                                                                           | 0,203                                                                           | 0,273                                                                           | 0,215                                                                           | 0,226                                                                           | 0,258                                                                           |
| Emifomale                                                                       | CH3O-CH2-OH                                                                     | 0,590                                                                           | 0,281                                                                           | 0,295                                                                           | 0,215                                                                           | 0,216                                                                           | 0,241                                                                           |
| Glicole di-ossimetilenico                                                       | HO-CH2-O-CH2-OH                                                                 | 0,339                                                                           | 0,130                                                                           | 0,157                                                                           | 0,090                                                                           | 0,389                                                                           | 0,207                                                                           |
| Di-metossiglicole                                                               | CH3O-CH2-O-CH2-OH                                                               | 0,0965                                                                          | 0,025                                                                           | 0,025                                                                           | 0,019                                                                           | 0,021                                                                           | 0,018                                                                           |

## Presenza in natura
Il GM è praticamente ubiquitario nel mondo animale e vegetale; trovandosi in tutte le specie dove è stata rilevata la presenza di formaldeide in acqua. Si ritiene che il dianion, metandiolato, sia un intermedio nella reazione incrociata di Cannizzaro .
Il composto ha una certa rilevanza per l'astrochimica. Nello spazio è termodinamicamente stabile.

## Controversie tossicologiche
La definizione di un profilo tossicologico del glicole metilenico distinto da quello della formaldeide è stata oggetto di controversia. In conclusione, il glicole metilenico e la formaldeide sono molecole diverse e possono essere chiaramente distinte; una a temperatura ambiente è un gas, l'altra un liquido; una appartiene alla famiglia delle aldeidi, l'altra a quella dei glicoli; una è altamente reattiva, l'altra è relativamente stabile sia chimicamente che termodinamicamente; una è classificata come cancerogena per una specifica forma di cancro alle vie nasali, l'altra no.
Fino al 2019, nella UE ed in tanti paesi al mondo che hanno adottato restrizioni analoghe a quelle del regolamento europeo dei cosmetici, la formaldeide era espressamente proibita come ingrediente cosmetico, mentre Il glicole metilenico no. Il glicole metilenico non doveva sottostare neppure alle restrizioni previste per i conservanti "cessori di formaldeide".
Tra il 2010 ed il 2014 vari enti regolatori per la sicurezza del cosmetico, a causa della stretta interrelazione tra formaldeide e glicole metilenico e la loro rapida conversione reciproca in un equilibrio dinamico, hanno definito il glicole metilenico e vari oligomeri presenti nella formalina come "formaldeide equivalenti" dal punto di vista tossicologico, perché immediatamente disponibili per qualsiasi reazioni tipica della formaldeide in soluzioni acquose, compreso qualsiasi sistema biologico che contiene acqua. Quindi, da un punto di vista pratico e precauzionario, è giustificato considerare qualsiasi miscela acquosa di formaldeide gassosa e glicole metilenico come contenente “formaldeide equivalenti”, preferibilmente espressi come concentrazione di formaldeide. Il termine “formaldeide equivalenti” descriverebbe adeguatamente il fatto che il glicole metilenico viene convertito continuamente a formaldeide gassosa in soluzione acquosa, e viceversa, e che l'equilibrio può essere facilmente spostato mediante riscaldamento, vaporizzazione e qualsiasi altra condizione che aumenti o diminuisca la quantità di formaldeide gassosa.
Solo nel 2019 il giicole metilenico e la paraformaldeide sono stati introdotti tra le sostanze espressamente proibite nel cosmetico UE, mentre la FDA negli USA non ha adottato nessuna restrizione specifica.
L'"equivalenza" tossicologica tra glicole metilenico e formaldeide dipenderebbe praticamente dalla difficoltà analitica nel distinguere le due sostanze senza turbare l'equilibrio che le lega e dal fatto che moltissimi test tossicologici in passato sono stati eseguiti con soluzioni in acqua di glicole metilenico, considerate però soluzioni di formaldeide. 
La contestazione del concetto di equivalenza si basa sulla sostanziale differenza chimico-fisica tra le due sostanze, oltre che per la reattività minore del GM rispetto a quella della FA. Anche in fase vapore a 200 °C solo il 49% del GM si disidrata formando FA. Inoltre vari studi concluderebbero che sarebbe proprio l'umidità e l'assorbimento in acqua della formaldeide a ridurre alcuni dei rischi specifici della sostanza gassosa.